# Poarta Sfântă

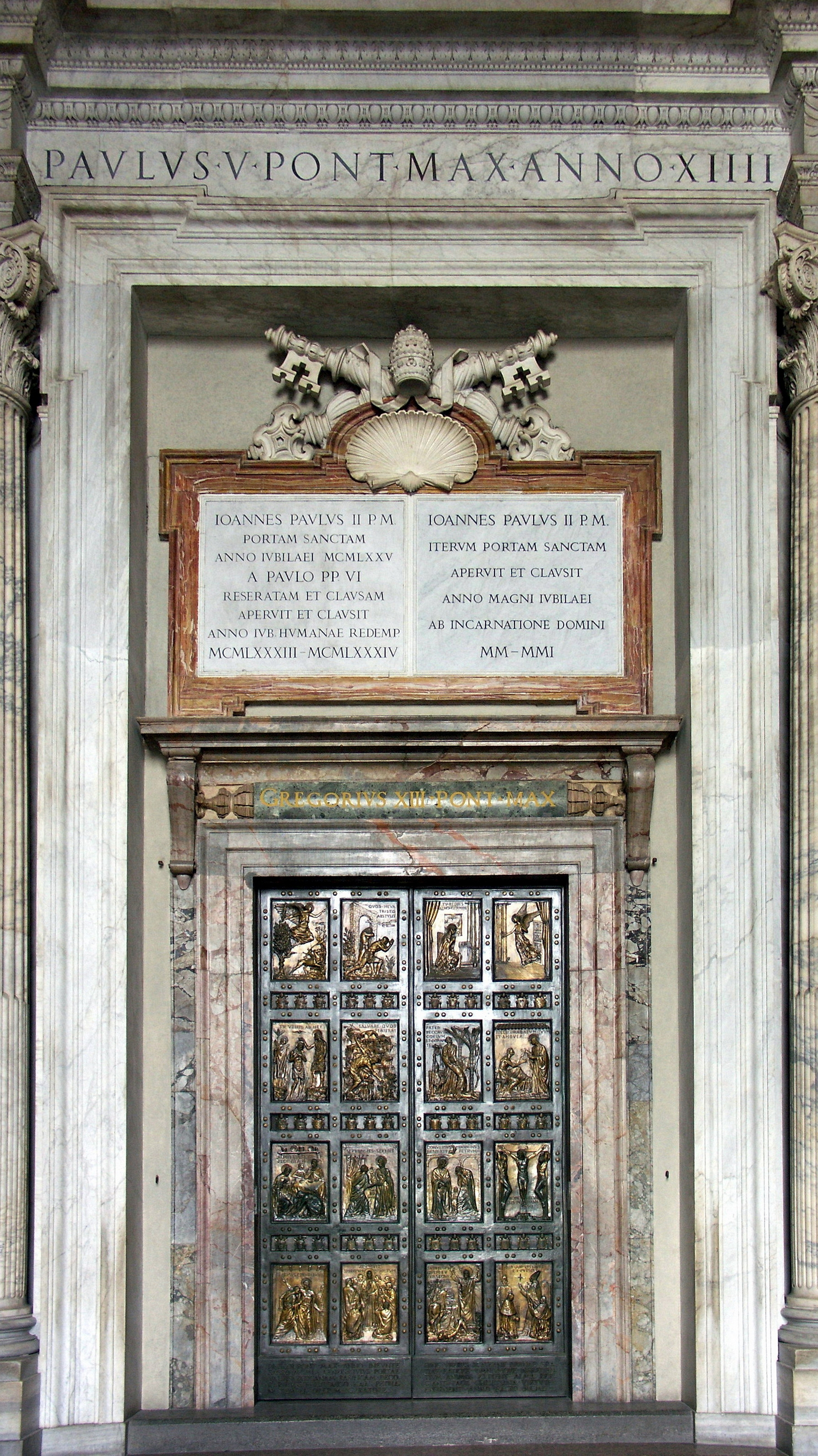
Poarta Sfântă din Bazilica Sfântul Petru din Roma.

O Poartă Sfântă este o poartă prin care se face o procesiune care în poporul Israel liturgic are loc de ziua ispășirii când în ajun de an de jubileu se răsună o ultimă dată cornul de berbec pentru deschiderea anului și când se recită binecuvântări construite pe baza Psalmului 118 care invocă deschiderea porților dreptății care marchează pași din serviciul de citire pentru acestă zi.
În Biserica Catolică, o poartă sfântă este o poartă deschisă de papa pentru a marca simbolic începutul unui an sfânt. Fiecare dintre cele mai mari bazilici din Roma au ușa lor sfântă, care este închisă și zidită în afara acestei perioade speciale.
Tradiția datează din 1423, anul în care Papa Martin al V-lea a deschis, pentru prima dată în istorie, un an jubiliar printr-o ușă sfântă din Bazilica Sf. Ioan din Lateran.
Deschiderea Sfintei Uși a Bazilicii Sf. Petru datează de Crăciunul 1499. Cu acea ocazie, Papa Alexandru al VI-lea a dorit ca Sfintele Uși să fie deschise nu numai în Sfântul Ioan din Lateran, ci și în celelalte bazilice majore, cea a Sfântului Petru, cea a Santa Maria Maior și São Paulo Extramuros.
Până la Jubileul din 2000, era obișnuit ca Papa să deschidă Ușa Sfântă a Bazilicii Sf. Petru și apoi să delege această putere unui cardinal pentru a deschide ușile celorlalte trei bazilici. Papa Ioan Paul al II-lea a încălcat această tradiție deschizând și închizând toate cele patru Uși Sfinte din Roma: cea a Bazilicii Sf. Petru a fost prima care a fost deschisă și ultima care a fost închisă.